# Paul Wartelle
Pour les articles homonymes, voir Wartelle.
Paul Wartelle est un gymnaste artistique français né le 9 janvier 1892 à Lille et mort le 7 décembre 1974 à Lille. Il est le frère du gymnaste Julien Wartelle.

## Biographie
Paul Wartelle remporte la médaille de bronze au concours général par équipes aux Jeux olympiques d'été de 1920 à Anvers. 